# Hedwig Höß
Hedwig Höß, geborene Hensel (* 3. März 1908 in Oberneukirch; † 15. September 1989 in Arlington, Virginia) war die Ehefrau des KZ-Kommandanten Rudolf Höß.

## Leben
Hedwig Hensel wurde 1908 als Tochter von Ostwald Richard Hensel und Linna Florendine Hensel (geborene Kremtz) geboren. Sie hatte eine Schwester und einen Bruder, den Maler Gerhard Fritz Hensel.
Sie heiratete am 17. August 1929 Rudolf Höß, den späteren Kommandanten des Konzentrationslagers Auschwitz, den sie kurz zuvor auf Gut Liebenberg bei Buberow kennengelernt hatte. Hedwig und Rudolf Höß waren beide Mitglied der Artamanen, eines radikal-völkischen Siedlungsbundes im völkischen Flügel der deutschen Jugendbewegung, der 1934 in die Hitlerjugend eingegliedert wurde.
Gemeinsam hatten sie fünf Kinder:
1. Klaus Höß: geboren am 6. Februar 1930, gestorben als Klaus Bernd Hoss am 22. Mai 1987 in Australien[2]
2. Heidetraud Höß: geboren am 9. April 1932, gestorben vor 2020.
3. Ingebrigitt Höß: geboren am 18. August 1933, gestorben im Oktober 2023.
4. Hans-Jürgen Höß: geboren im Mai 1937.
5. Annegret Höß: geboren am 7. November 1943.

In den 1930er Jahren lebte die Familie auf Gut Sallentin in Dölitz in Pommern (heutiges Dolice, Woiwodschaft Westpommern, in Polen).

## Villa am KZ Auschwitz, Umzug 1944 und Flucht bei Kriegsende

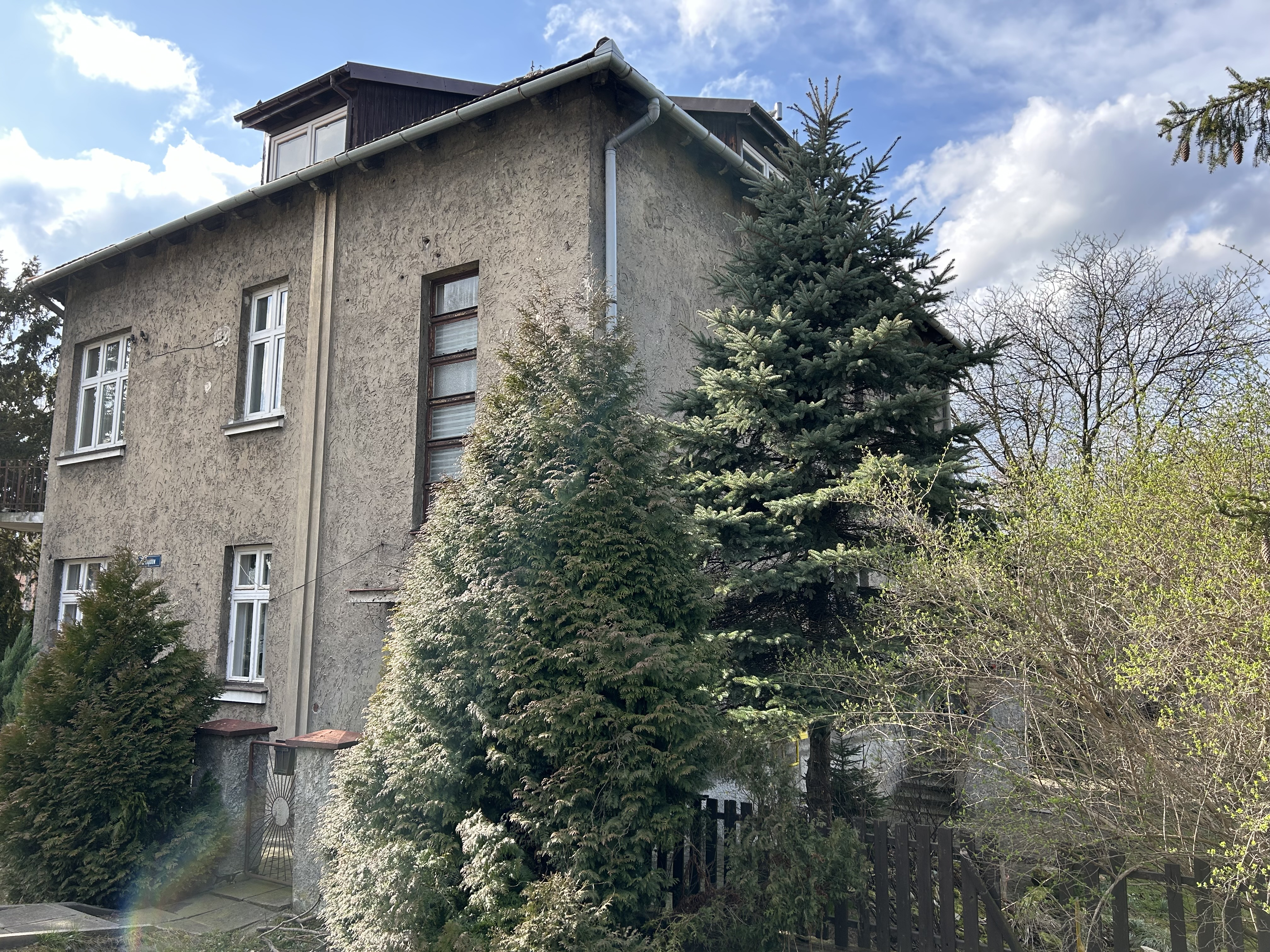
Villa der Familie Höß am KZ Auschwitz

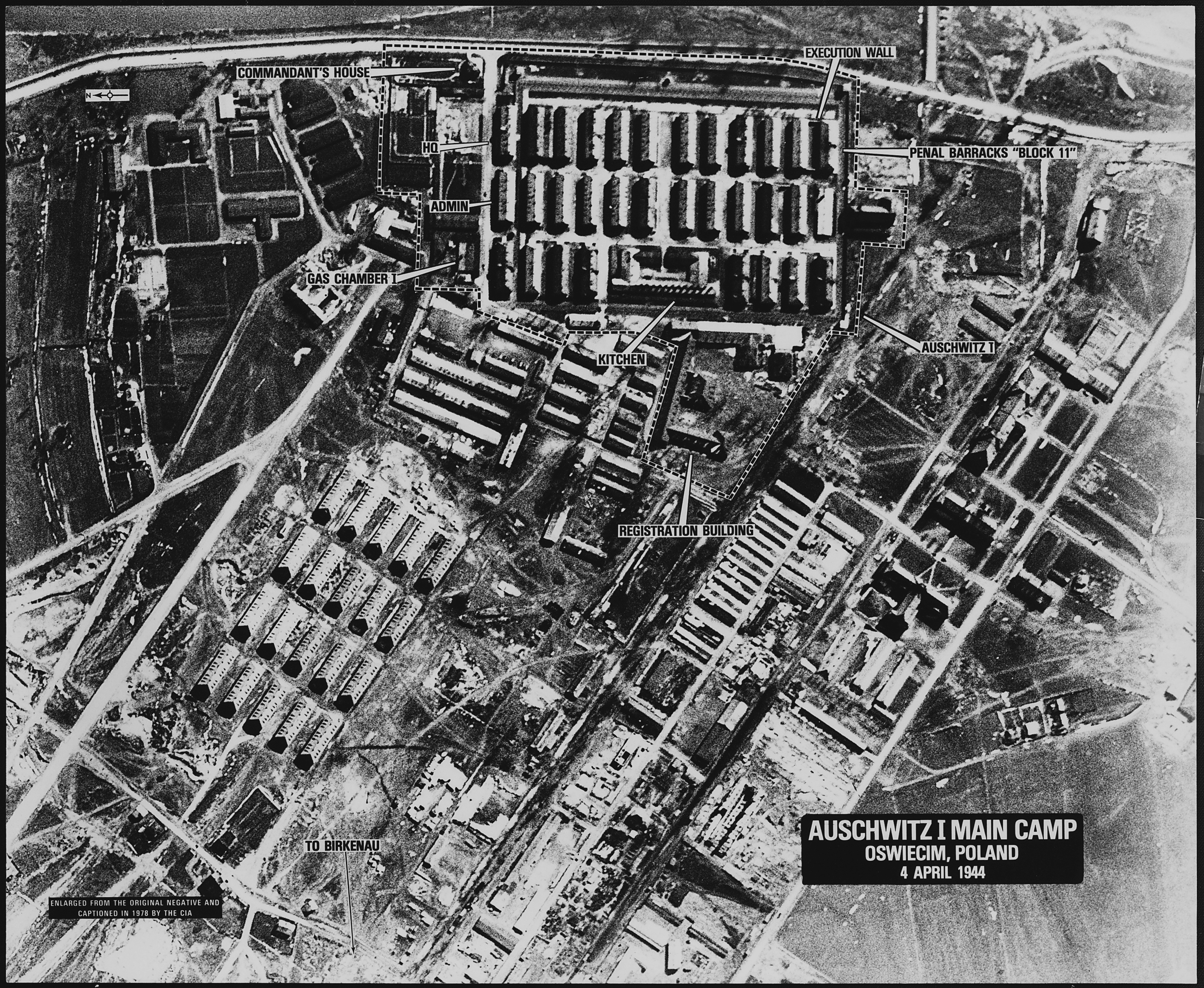
Luftaufklärungsfoto von Auschwitz vom 4. April 1944 mit Lage des Hauses des Lagerkommandanten (im Bild oben)

Ab 1940 verbrachten Hedwig Höß, ihr Ehemann und die Kinder drei Jahre in einem „Villa“ genannten Haus mit großem Garten unmittelbar neben dem Stammlager Auschwitz I, von dem das Grundstück nur durch eine hohe Mauer getrennt war.
Hedwig Höß beschäftigte im Haushalt während der Zeit in Auschwitz zwei polnische Näherinnen, die u. a. die Opfern des KZ geraubte Kleidung änderten oder ausbesserten. Auch beschäftigte sie als Unterstützung im Haushalt und Garten Häftlinge, wie Sophie Stippel (Köchin) und Stanislaw Dubiel (Gärtner), sowie zivile Zwangsarbeiterinnen und -arbeiter. Sie ließ auch eine Näherei auf dem KZ-Gelände einrichten, in der weibliche Häftlinge hauptsächlich Kleidung für die Frauen von SS-Personal herstellen mussten. Dubiel berichtete nach Kriegsende, dass Frau Höß viel mehr Lebensmittel anforderte und sich von ihm bringen ließ, als der Familie zustand. Auch der später aus dem Konzentrationslager Auschwitz entlassene Häftling Erich Grönke ging in der Höß’schen Villa ein und aus und wurde eine Art Mittelsmann für die Wünsche der Familie Höß von Gegenständen des täglichen Bedarfs. Neben Bereicherungen an Häftlingseigentum war Hedwig Höß auch Mitwisserin des Massenmordes im Lager, wie ihr Mann nach Kriegsende angab.
Ende November 1944 zog die Familie Höß aus der Villa am KZ Auschwitz in die Gegend Oranienburg und Fürstenberg/Havel, wo Sachsenhausen und Ravensbrück lagen. In einem Brief an seine Angehörigen vom 26. November 1944 monierte der seinerzeitige Standortarzt des KZ Auschwitz Eduard Wirths, dass der Umzug der Familie Höß mit zwei Eisenbahnwaggons und „x Kisten“ erfolgt sei. Kurz vor Kriegsende floh Höß mit anderen SS-Führern samt Familien nach Schleswig-Holstein.

## Nachkriegszeit
Nach Kriegsende brachte Rudolf Höß seine Frau und die fünf gemeinsamen Kinder in einer Zuckerfabrik in St. Michaelisdonn unter, wo Hedwig Höß später von britischen Soldaten verhört wurde. Rudolf Höß trennte sich von seiner Familie und versuchte, eine neue Identität anzunehmen. Im März 1946 wurde er von Angehörigen der Field Security Section festgenommen und schließlich in Polen zum Tode verurteilt. Das Todesurteil wurde am 16. April 1947 auf dem Gelände des Stammlagers Auschwitz vollstreckt.
Im 1. Frankfurter Auschwitz-Prozess wurde Hedwig Höß am 19. November 1964 als Zeugin befragt, wo sie angab, als Hausfrau in Ludwigsburg zu leben. Sie gab auch an, dass sie mit ihrem Ehemann in Auschwitz zusammenwohnte. Auf viele Fragen zu Personen, Orten und Zeiten antwortete sie, dass sie es nicht wisse bzw. sich nicht erinnere.
Einem Rentenantrag im Zusammenhang mit der Tätigkeit ihres Ehemannes bei der SS, den Hedwig Höß in Ludwigsburg stellte, ist zu entnehmen, dass sie für ihren Unterhalt bereits Bezüge aus einer Kriegsschadensrente, Waisen- und Witwenrente hatte.
In den ersten Jahren nach dem Krieg wussten die Kinder nicht, wo der Vater war. Klaus Höß ging nach Stuttgart und holte die Mutter und Geschwister nach. Er wanderte später mit seiner Frau nach Australien aus und lebte mit seiner Familie in Sydney, wo er 1987 infolge von Alkoholismus früh verstarb.
Ingebrigitt Höß (genannt Brigitte) lernte Hutmacherin und zog in der Franco-Zeit nach Spanien, wo sie von Cristóbal Balenciaga als Mannequin entdeckt wurde und ihren späteren Mann kennenlernte, einen US-Amerikaner. Mit ihm ging sie in die Vereinigten Staaten und arbeitete viele Jahre in einer von jüdischen Inhabern geführten Modeboutique in Washington. Sie lebte zuletzt in Arlington, Virginia.
Hans-Jürgen, der seinen Nachnamen „Höss“ schreibt, brach den Kontakt zur Familie ab und ging zu den Zeugen Jehovas. Er lebte um 2020 in Deutschland in einem Haus an der Ostsee. Sein Sohn Kai-Uwe Höss (* 1962) arbeitete international als Hotelmanager und wurde 2003 Pfarrer einer Freikirche. Über seine Großmutter Hedwig sagte er rückblickend, dass sie auch nach dem Ende der Naziherrschaft am Sozialdarwinismus festgehalten habe.
Hedwig Höß starb am 15. September 1989 während eines Besuchs in Arlington bei ihrer Tochter Brigitte. Sie wurde unter falschem Namen eingeäschert und auf einem Friedhof begraben. Auf ihrem Grabstein steht nur das Wort „Mutti“.

## Rezeption
Der französische Schriftsteller Robert Merle verarbeitete im biografischen Roman Der Tod ist mein Beruf (1952) die Lebensgeschichte des Rudolf Höß, der im Roman Rudolf Lang genannt wird. Dessen Ehefrau wird im Roman Elsie genannt. 1977 wurde der Roman von Theodor Kotulla als Aus einem deutschen Leben verfilmt. Die Rolle der Else Lang übernahm die Schauspielerin Elisabeth Schwarz.
In Jonathan Glazers Spielfilm The Zone of Interest (2023) übernahm die Schauspielerin Sandra Hüller die Rolle der Hedwig Höß. Christian Friedel verkörperte Rudolf Höß. Die Premiere des Films erfolgte am 19. Mai 2023 beim 76. Filmfestival von Cannes, wo der Film in den Wettbewerb um die Goldene Palme eingeladen wurde. Auch die dokumentarische Drama-Serie Die Spaltung der Welt erzählt von Hedwig Höß in der Zeit von 1939 bis Anfang der 1960er Jahre. Hedwig Höß wird von Lara Mandoki dargestellt, Rudolf Höß von Ludwig Blochberger.